# Pionýrská železnice

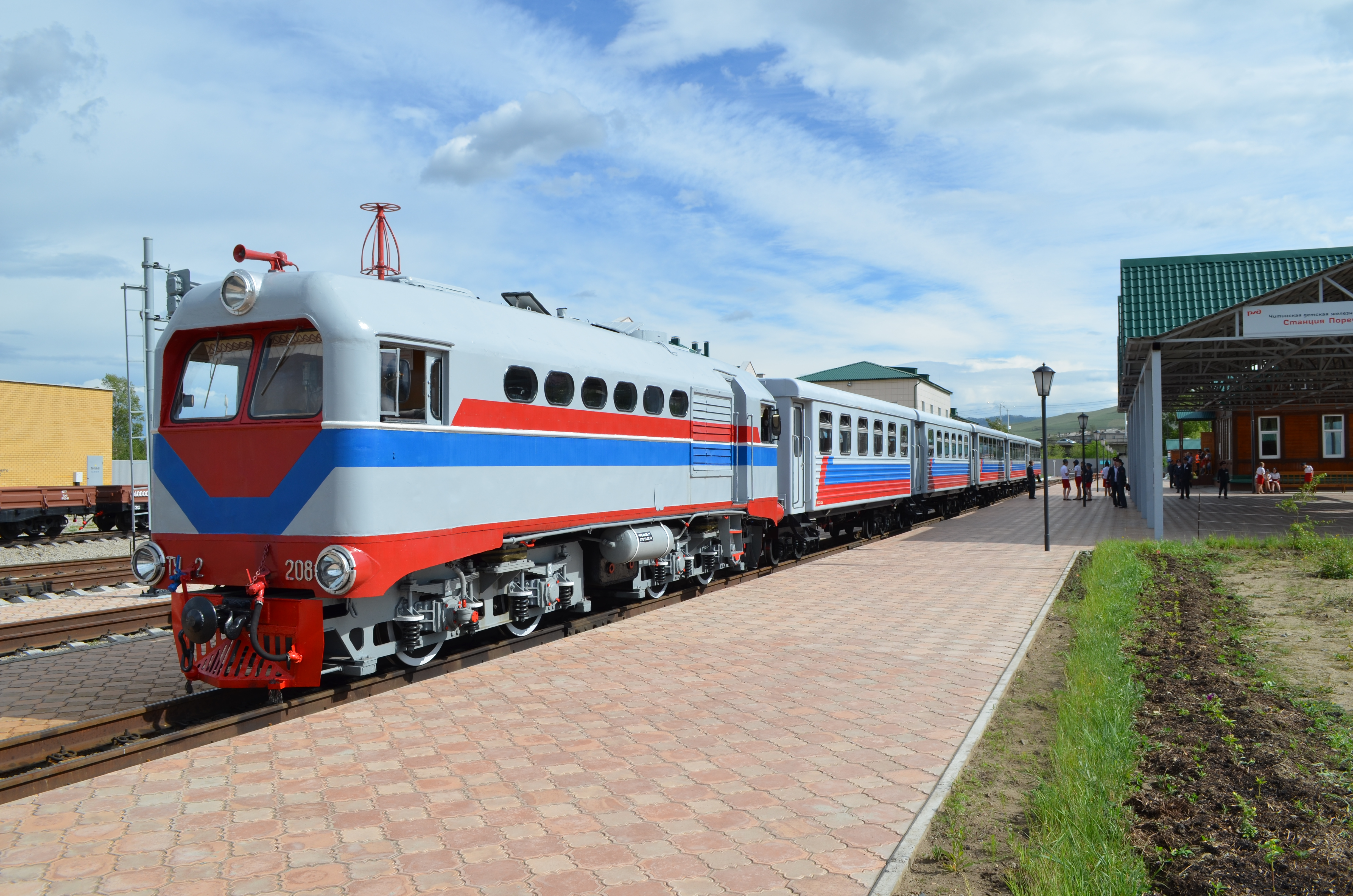
Pionýrská (dětská) železnice v Čitě, Rusko

Pionýrská železnice nebo Pionýrská dráha bylo označení používané v zemích bývalého sovětského bloku pro zážitkové železnice provozované převážně dětskou obsluhou. Koncept byl převzat ze Sovětského svazu. Pionýrské železnice sloužily mimo jiné pro zvýšení zájmu dětí o železničářské profese.
Technicky se jednalo obvykle o kratší úzkokolejné dráhy s upravenými lokomotivami a vagóny pro osobní provoz. Viditelné role (strojvedoucí, výpravčí, výhybkář) byly obsluhovány dětmi, pochopitelně pod dozorem dospělých osob - železničářů. Některé z tratí fungují dodnes pod jinými názvy.

## Pionýrské dráhy v Česku a blízkém zahraničí

### Budapešť
Pionýrská železnice byla vybudována v letech 1948 – 1950. Nyní je provozována pod názvem Gyermekvasút (dětská železnice).

### České Budějovice
V Českých Budějovicích byla pionýrská železnice provozována Dopravním podnikem v městském parku Stromovka na Dlouhé louce v letech 1958-1969. 

### Drážďany
Drážďanská parková železnice byla zprovozněna v roce 1950 v parku Großer Garten.

### Halle
Pionier- / Parkeisenbahn Halle je v provozu od roku 1960.

### Chořov
Městský Park Śląski má jako jednu z atrakcí dětskou železnici. V provozu je od roku 1957, momentálně čeká na rekonstrukci.

### Košice
Košická dětská historická železnice funguje od roku 1955 v údolí Čermelského potoka v rekreační oblasti Alpinka. Původní název je Pionierska železnica.

### Nymburk
Pionýrská železnice Nymburk byla v provozu v letech 1954-1966 v lesoparku Ostrov. Lokomotiva BN30 Pionýr funguje nyní v Plzenecké železnici.

### Opava
Pionýrská dráha v sadech Oddechu (nyní Městské sady) byla postavena v roce 1951, v provozu byla pro technické potíže pouze do roku 1954. V roce 1957 byla ještě jednou krátce spuštěna na II. pionýrský slet. Poté byla postupně zlikvidována.

### Ostrava
Pionýrská železnice byla vybudována v letech 1958–1959 v areálu Komenského sadů. Stavby zanikly v roce 1967.

### Plzeň
Pionýrská železnice v Plzni byla provozována od roku 1959 do roku 1976. Spojovala plzeňskou ZOO a výstaviště Ex Plzeň.

### Prešov
Pionierska železnica byla v provozu v letech 1958 až 1969. Trať spojovala Prešov a rekreační oblast Sigord po trase původní lesní železnice s názvem Delnianská lesná železnica.. V trase pionýrské železnice vede nyní cyklostezka Cykloželeznička.

## Galerie

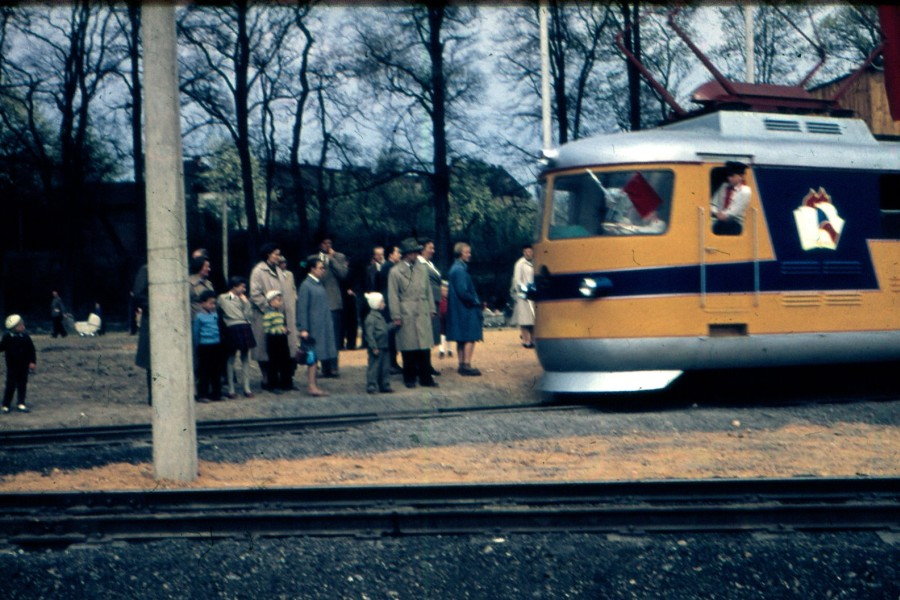
Pionýrská železnice v Plzni v roce 1963
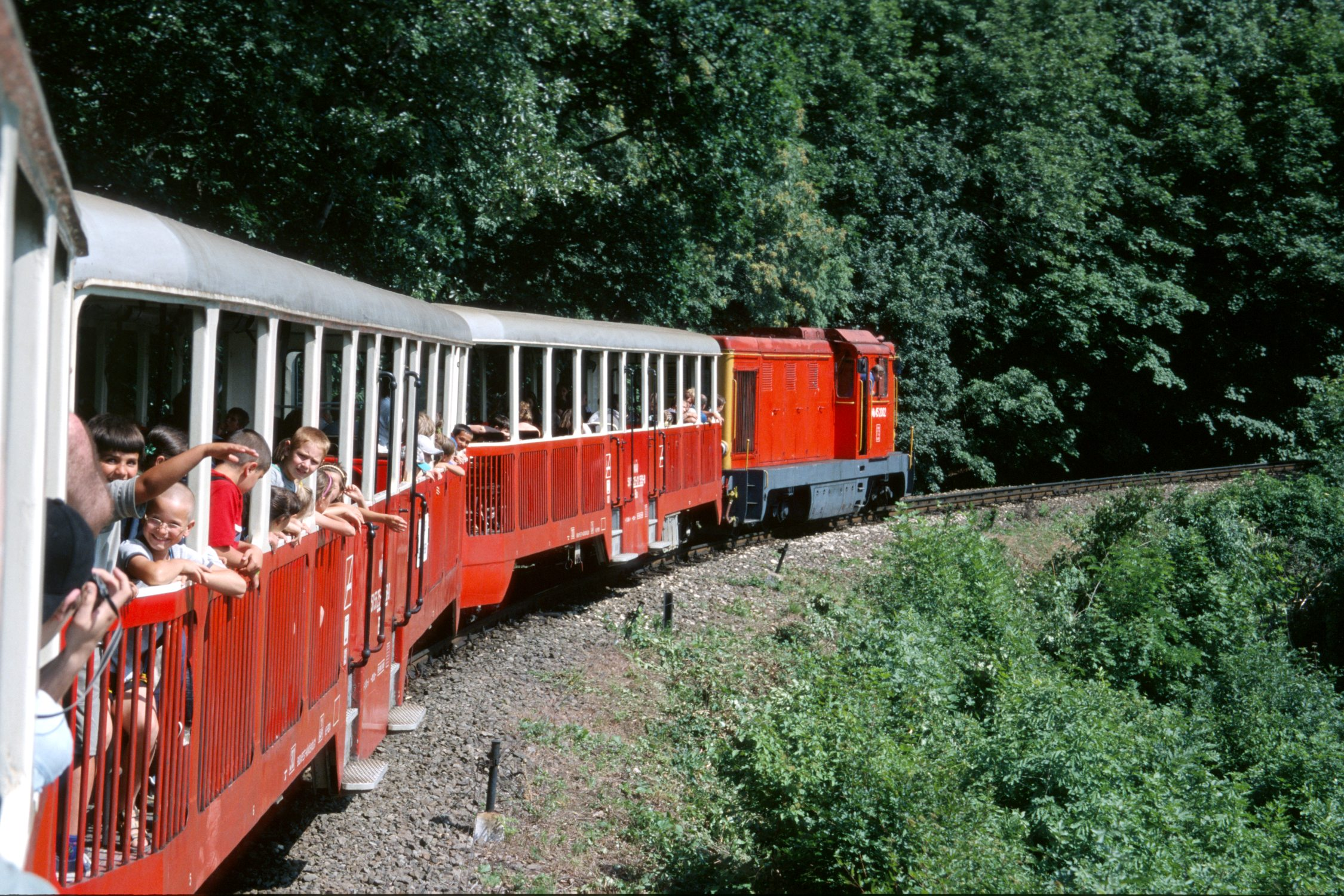
Dětská dráha v Budapešti
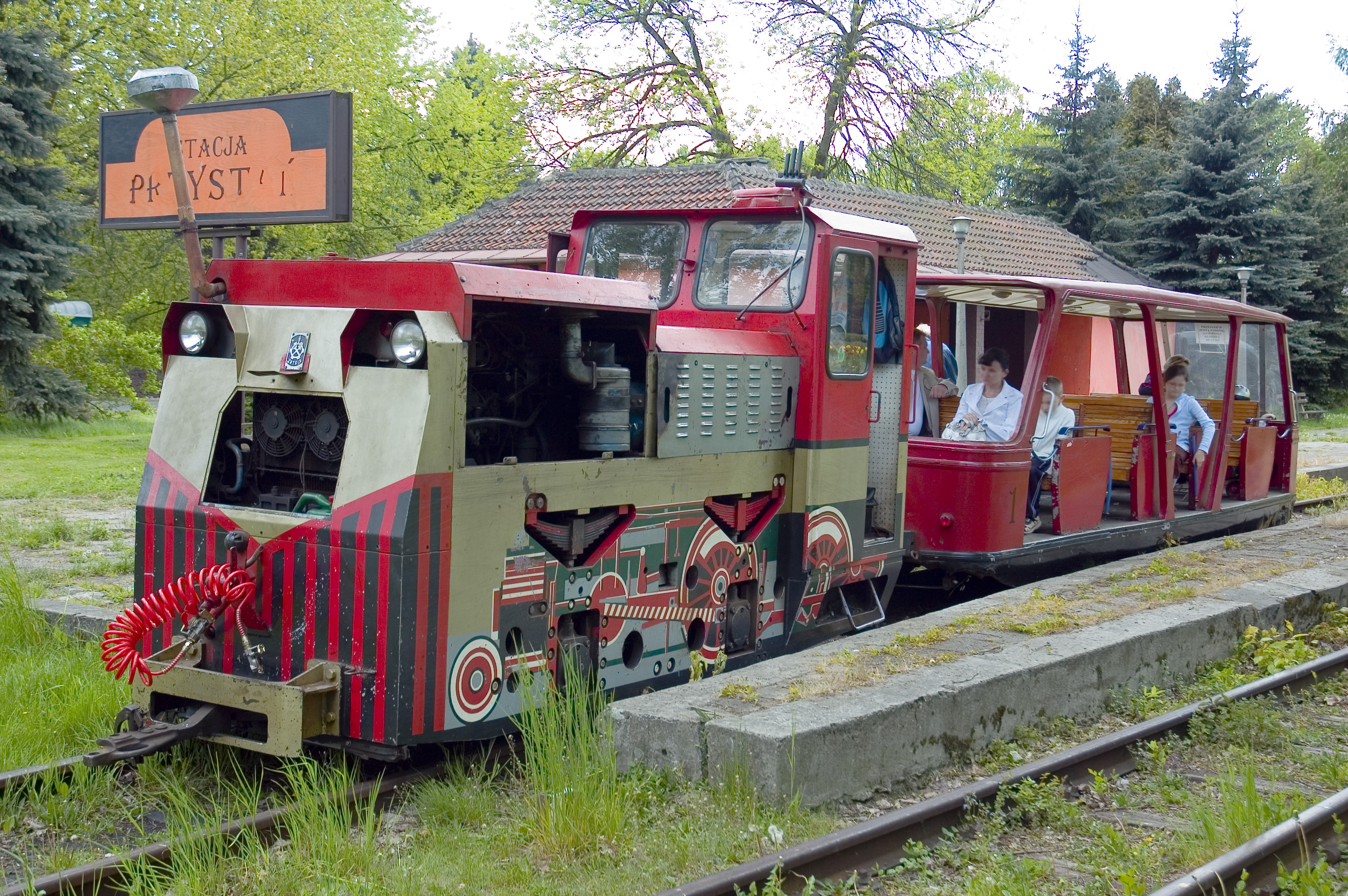
Dětská dráha v Chořově
Pohlednice z pionýrské železnice v Drážďanech